# Destruction
Distrakšn (engl. Destruction) je nemački treš metal bend. Uz Sodom i Krijejtor glavni su predstavnici "teutonskog" treš metala.

## O bendu
Bend je osnovan 1982. pod imenom Najt ov Dimon, a prvu postavu činili su pevač i basista Marsel "Šmir" Širmer, bubnjar Tomi Sandman i gitarista Majk Zifinger. Prvi studijski album Infernal Overkill objavljuju 1985. godine. Tokom 1990-ih, budući da im je diskografska kuća raskinula ugovor, sami su producirali i objavljivali svoje albume. Dosad su objavili četrnaest studijskih albuma.

## Članovi benda
Sadašnja postava
- Marsel "Šmir" Širmer - vokal, bas gitara (1983.-1989, 1999.-)
- Majk Zifringer - gitara (1983.-)
- Mark Rejn - bubnjevi (2001.-)

Bivši članovi
- Andre Grider - vokal (1990)
- Tomas Rozenmerkel - vokal (1993.-1999)
- Heri Vilkens - gitara (1987.-1989)
- Mihael 'Ano' Piranio - gitara (1993.-1999)
- Tomi Sandman - bubnjevi (1983.-1987)
- Oliver 'Oli' Kajzer - bubnjevi (1987.-1999)
- Sven Vorman - bubnjevi (1999.-2001)

## Diskografija
Studijski albumi
- (1985)
- (1986)
- (1988)
- (1990)
- (1998)
- (2000)
- (2001)
- (2003)
- (2005)
- (2007)
- (2008)
- (2011)
- (2012)
- (2016)

## Spoljašnje veze
- Zvanična prezentacija benda